# Chiesa e convento di Santa Lucia (Vicenza)
La chiesa di Santa Lucia è un edificio religioso di Vicenza, situato nell'omonimo borgo con annesso convento dei Frati Minori.

## Storia

### Medioevo
Durante il Medioevo, al di fuori della città di Vicenza oltre il fiume Bacchiglione, si era formato il borgo di San Vito, che faceva riferimento per gli aspetti religiosi all'omonima abbazia benedettina, eretta su un modesto dosso formato da depositi alluvionali in riva al fiume Astichello, nel luogo in cui oggi vi è il Cimitero acattolico.
Essendo collocata al di fuori delle mura cittadine (la cinta altomedievale era tutta a ovest del fiume Bacchiglione), la chiesa aveva il fonte battesimale - a differenza delle chiese situate entro le mura, che dovevano battezzare in cattedrale - e la cura d'anime su un ampio territorio, esteso fino alla pieve di Santa Maria di Bolzano Vicentino.
Abbandonata dai benedettini, nel 1206 l'abbazia fu assegnata ai Camaldolesi. Con il passare del tempo però la chiesa di San Vito divenne sempre meno agibile e così nel 1314 i monaci acquistarono un edificio più vicino alla città e al suo posto costruirono un oratorio dedicato a santa Lucia.
Nel 1370, per iniziativa di Cansignorio della Scala, per rinforzare le difese costituite dagli spalti e dal fossato già esistenti, fu costruito il tratto delle mura che racchiuse i cinque borghi della città che si trovavano a oriente del ponte degli Angeli. L'erezione delle mura inglobò nella città la parte più popolosa e benestante del borgo di San Vito e la parte che ne rimase fuori da allora fu chiamata borgo di Santa Lucia.

### Epoca moderna
Nel 1509, ai tempi della Lega di Cambrai, in previsione della costruzione di nuove fortificazioni, la Repubblica di Venezia ordinò l'abbattimento dell'abbazia di San Vito e i camaldolesi dovettero trasferire il monastero e la parrocchia, che nel frattempo era stata loro affidata, nella chiesa di Santa Lucia, che essi avevano costruito nel 1433 e nella quale l'altare maggiore era stato consacrato a san Vito. Poiché il progetto delle fortificazioni in realtà fu abbandonato, l'effettiva demolizione della chiesa di San Vito venne dilazionata e avvenne nel 1552; le macerie vennero impiegate per la costruzione del campanile di Santa Lucia.
Vicino alla chiesa, i monaci avevano costruito anche un nuovo monastero; nel 1608, non essendo più adeguato alla vita della comunità, gli edifici furono distrutti e fu costruito il monastero che in gran parte esiste tuttora. A più riprese nel corso del secolo vennero ampliata la chiesa e costruiti i nuovi altari, ancora oggi esistenti; l'attuale campanile venne eretto nel 1736.
Nel 1771 il governo della Repubblica di Venezia soppresse diversi conventi e monasteri che non accoglievano più un numero minimo di religiosi. Così, con un decreto del 12 settembre, fu soppresso anche quello di Santa Lucia, anche se la chiesa restò aperta al culto e i monaci - che erano stati trasferiti a Murano - ne continuarono a nominare il parroco per la cura d'anime.

### Epoca contemporanea
In seguito alla riorganizzazione napoleonica delle parrocchie, nel 1813 quella di Santa Lucia cambiò sede e venne trasferita nella chiesa di Santa Maria in Araceli, rimasta vuota dopo la soppressione delle monache clarisse. Santa Lucia restò così chiusa fino al 1830, quando i frati Minori Riformati della Provincia Veneta dell'Ordine, appena ricostituita, ottenne dall'imperatore d'Austria Francesco I l'autorizzazione ad acquistare il convento.
I frati iniziarono subito a ricostruire il complesso conventuale, molto compromesso dalle varie occupazioni e in parte semidistrutto, aiutati nella loro opera da una munifica elargizione dell'imperatrice. Fra il 1836 e 1837 vennero erette, dalle fondamenta, le cappelle laterali; nel 1857 fu costruita l'attuale sacrestia e nel 1862 il pittore udinese Rocco Pittaco affrescò tutta la chiesa. Nel 1857 fu costruita una nuova ala del convento destinata a ospitare i giovani chierici della rinata Provincia Riformata.
Subito dopo l'annessione del Veneto al Regno d'Italia, a seguito del regio decreto 3036 del 7 luglio 1866 di soppressione degli Ordini e delle Corporazioni religiose, i frati dovettero lasciare Santa Lucia. Finalmente nel 1895 la congregazione vicentina di Mutua Carità acquistò dal Comune il convento e la chiesa e dopo quattro anni i frati ne ripresero possesso, ben accolti dall'intera cittadinanza.
Nel 1913 fu costruita, sulla destra della chiesa, la cappella della Madonna di Lourdes in stile neogotico. Nel 1926, in occasione del settecententesimo anniversario della morte di san Francesco, la chiesa venne completamente restaurata; negli anni trenta venne ricostruito e ampliato il coro e installato un organo elettrico e negli anni cinquanta venne eseguito un restauro generale.

## Descrizione
La facciata della chiesa e l'interno sono di stile classico, baroccheggiante, frutti del XVII secolo. Sulla navata unica si aprono quattro cappelle laterali. Interessanti l'altare maggiore e il ciclo pittorico di Rocco Pittaco, pittore popolare specialmente di affreschi, di cui adornò molte chiese.
L'intero soffitto è ricoperto dall'affresco che rappresenta la Gloria in cielo di Maria Immacolata - il cui dogma era stato proclamato qualche anno prima - nel quale la Vergine è circondata dai santi dei tre ordini. Altri affreschi sulle pareti laterali rappresentano altri esponenti e momenti storici dell'Ordine, il papa Pio IX e il vescovo di Vicenza Cappellari; sull'altare sono raffigurati i Ventisei martiri del Giappone  accolti in cielo da san Francesco e sui lati vi sono due episodi del trasporto del corpo di  santa Lucia. Sulla parete di fondo la Pietà, forse l'opera più espressiva del Pittaco.